# Отюгов Сергій Миколайович
Отюгов Сергій Миколайович (01 серпня 1956 року, м. Жданів (нині Маріуполь) Донецька область — (24 серпня 2018 року, м. Вінниця), музикант, викладач музики, диригент вищої категорії оркестру управління МВС України у Вінницькій області, художній керівник Міського естрадно-духового оркестру «ВінБенд», головний диригент — художній керівник обласного естрадно-духового оркестру «Подоляни», заслужений діяч мистецтв України.

## Біографія
Отюгов Сергій Миколайович народився 01 серпня 1956 року в м. Жданів (нині Маріуполь) Донецької області.
У 1973 році закінчив місцеву середню загальноосвітню школу.
У 1979 році — Жданівське державне музичне училище (нині Маріупольський коледж мистецтв) за кваліфікацією артист оркестру, керівник духового оркестру, викладач по класу тромбона.
У 1984 році закінчив Харківський інститут (нині Харківський національний університет мистецтв імені Івана Котляревського), отримавши кваліфікацію «Соліст оркестру, викладач».
У вересні 1980 року прийнятий на роботу у Вінницьке музичне училище (нині Вінницький фаховий коледж мистецтв ім. М. Д. Леонтовича) на посаду викладача по класу тромбона.
З квітня 1992року служив у органах внутрішніх справ.
З січня 2005 року — артист та адміністратор естрадно-духового оркестру. З квітня 2005 року — на посаді диригента вищої категорії оркестру УМВС України у Вінницькій області.
З жовтня 2008 року — художній керівник Міського естрадно-духового оркестру «ВінБенд».
З березня 2013 року — головний диригент — художній керівник обласного естрадно-духового оркестру «Подоляни».
Із серпня 2015 року — артист І категорії Вінницького обласного українського академічного музично-драматичного театру ім. М. Садовського.

## Репертуар оркестру
У творчому доробку Отюгова С. М. понад 300 оркестровок української та зарубіжної класики, вокальних творів сучасних українських композиторів. 
Завдяки створенню “ВінБенду” виникла можливість співпраці вінницьких музикантів з відомими джазовими солістами світу. В репертуарі колективу – класичні й сучасні джазові композиції, твори українських авторів, популярні мелодії радянської та зарубіжної естради, естрадні обробки музики з кінофільмів. 

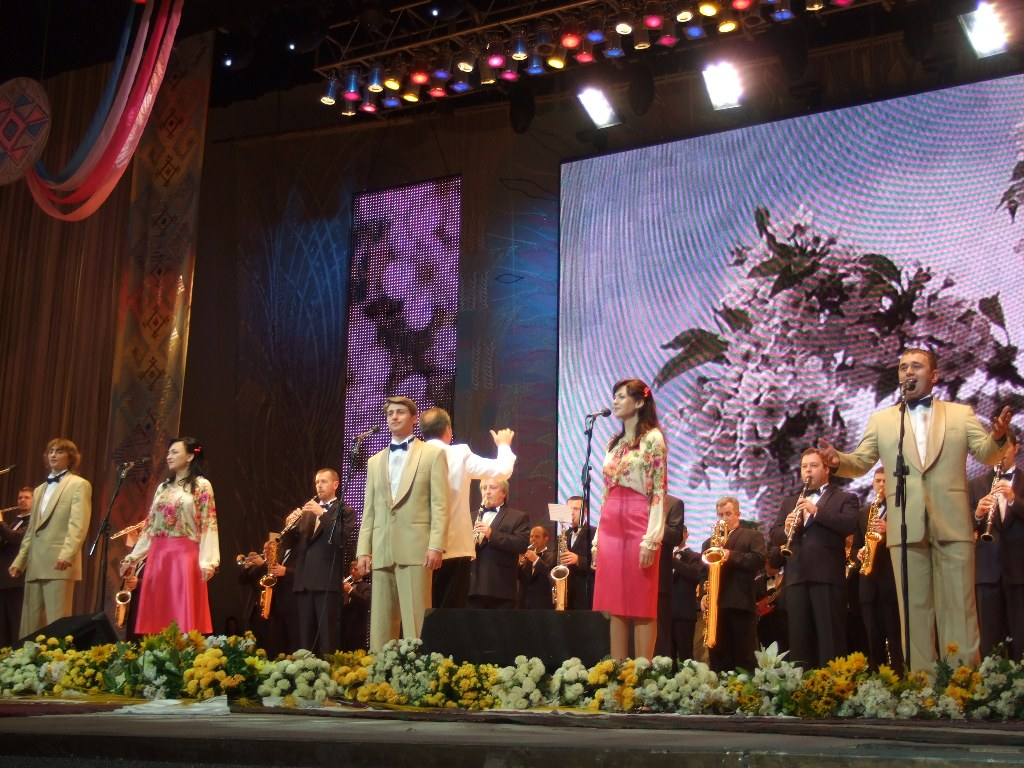
Творчий звіт Вінницької області на сцені Національного палацу мистецтв «Україна» «Благословенна земля моя, Вінниччина» (2009 р.).

“ВінБенд” уже є лауреатом міжнародних фестивалів у м. Хмельницькому (2008 р.) і в м. Вінниці (2008–2009 рр.). Після надзвичайно вдалого виступу в м. Львові (2010 р.) на Міжнародному фестивалі музичної майстерності “Віртуози” колектив отримав пропозиції щодо участі у фестивалях Німеччини, Польщі, США, Голландії, Франції та Мексики. 
У творчому доробку колективу – понад 40 концертних програм, серед яких “Україно моя – пісне моя”, “Пісні воєнних часів”, “Дітям про джаз та джазовий оркестр”, “Весняний дивертисмент” та ін. Завдяки створенню колективу стали можливими високоякісні проекти вінницьких музикантів з відомими джазовими солістами. З оркестром виступали такі відомі джазові музиканти, як Ерік Ессіс (гітара, США) та Луїз Сімас (фортепіано, Бразилія). Участь оркестру “ВінБенд” у джазовому фестивалі “Міжнародні дні джазової музики у Вінниці” (з 2012 р “VINNYTSIA JAZZFEST”) стала традицією.
В репертуарі обласного естрадно-духового оркестру «Подоляни» понад 200 творів: від старовинної музики до найсучасніших оркестрових композицій, зокрема Йозефа Штрауса, Імре Кальмана, Арама Хачатуряна, Анатолія Кос-Анатольського, Миколи Лисенка, Миколи Леонтовича.

## Нагороди та відзнаки
- Заслужений діяч мистецтв України (30 вересня 2009 року) — За вагомий особистий внесок у розвиток культурно-мистецької спадщини України, високу професійну майстерність та активну участь у проведенні Фестивалю мистецтв України[1].

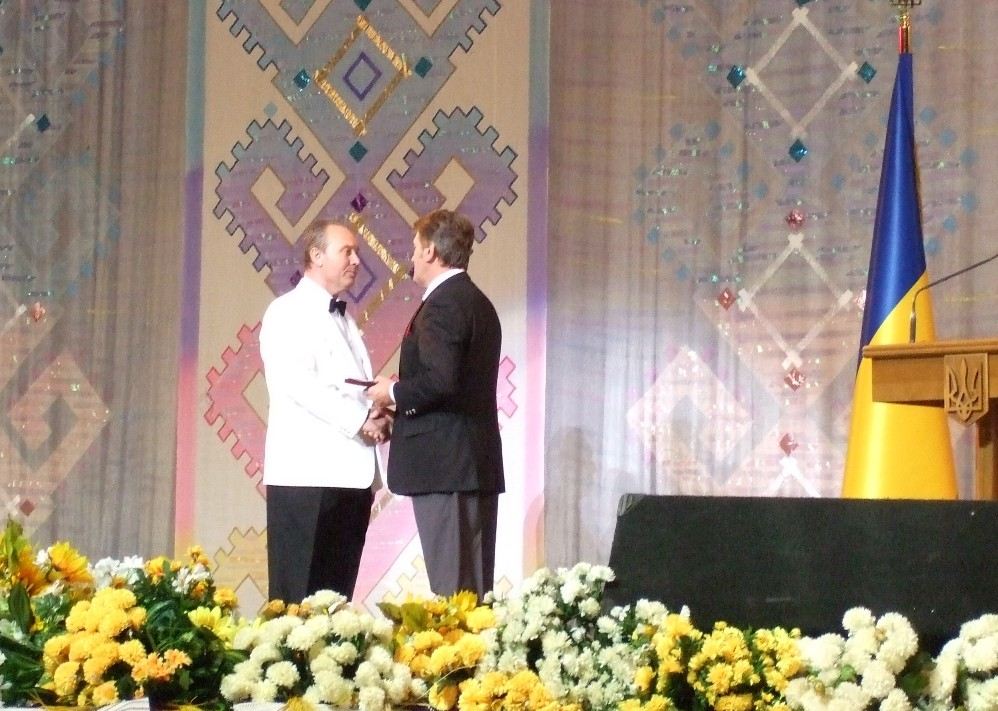
Вручення Президентом України В. Ющенком почесного звання «Заслужений діяч мистецтв України» під час творчого звіту Вінницької області на сцені Національного палацу мистецтв «Україна» «Благословенна земля моя, Вінниччина» (2009 р.).

Має Почесні відзнаки Міністерства культури України, Міністерства внутрішніх справ України., Вінницької ОДА та Вінницької обласної Ради, Вінницької міської ради.